# Râul Covașnița
Râul Covașnița este un râu afluent al Ruscova. 